# Maria Amparo Gomar Vidal
Maria Amparo Gomar Vidal   (València, 1983) és una artista valenciana que resideix a Berlín. En la seva obra treballa temes com la memòria històrica, la identitat i el gènere a través de pintura, la instal·lació i el vídeo, i realitza projectes participatius en els quals conjuga art i educació.